# Fichous-Riumayou
Fichous-Riumayou är en kommun i departementet Pyrénées-Atlantiques i regionen Nouvelle-Aquitaine i sydvästra Frankrike. Kommunen ligger i kantonen Arzacq-Arraziguet som tillhör arrondissementet Pau. År 2022 hade Fichous-Riumayou 203 invånare.

## Befolkningsutveckling
Antalet invånare i kommunen Fichous-Riumayou
| Referens: INSEE |